# Louis de Saint-André du Verger
Louis de Saint-André du Verger est un officier de marine français du XVIIIe siècle. Il serait né à Rochefort vers 1700. Il est tué le 20 novembre 1759 à bord du Formidable, durant la bataille des Cardinaux, 

## Biographie

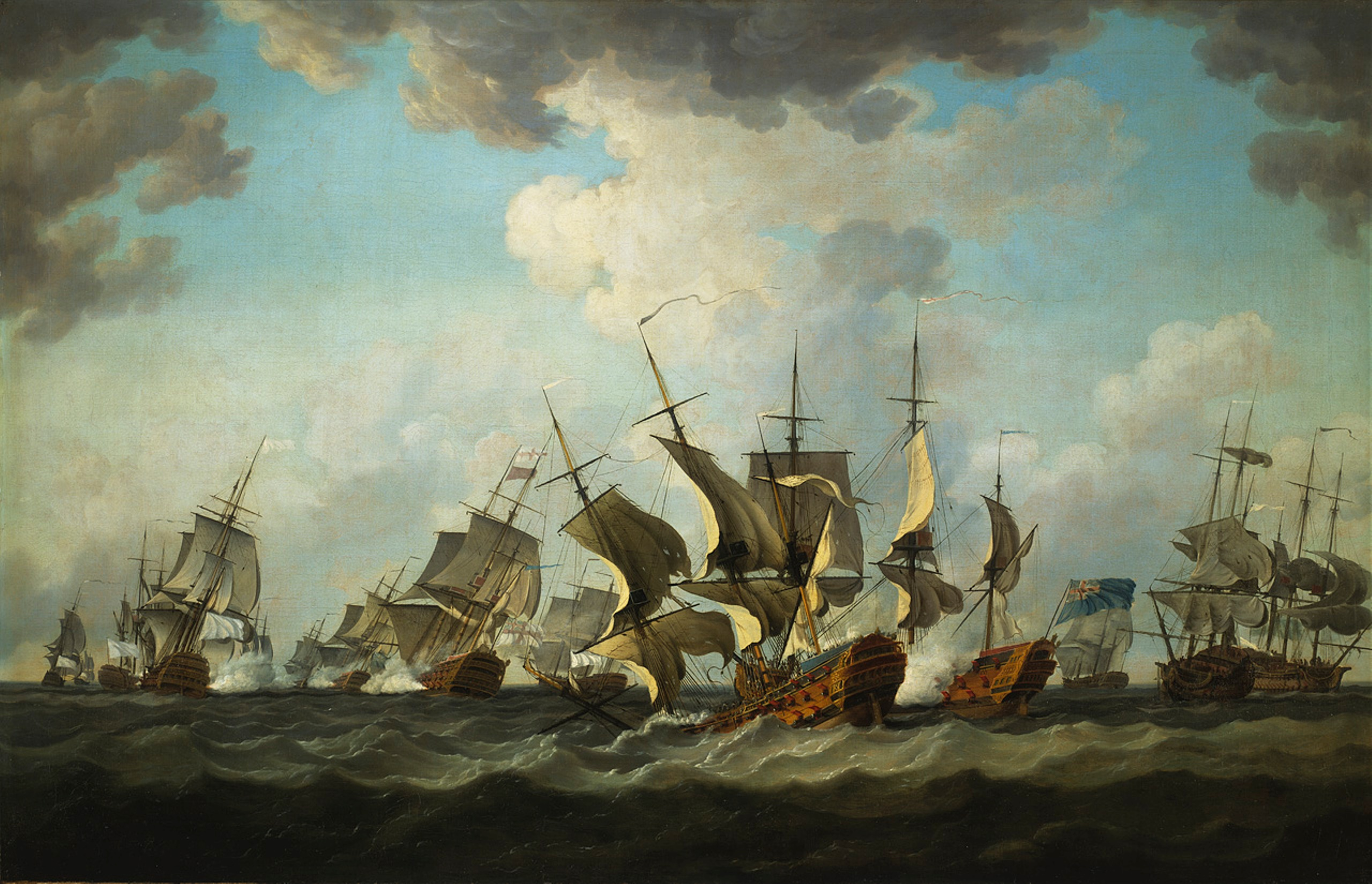
La bataille des Cardinaux au cours de laquelle Saint-André du Verger trouve la mort en 1759.

Louis de Saint-André est le fils cadet d'un capitaine de vaisseau mort en service, tout comme l'aîné de ses deux frères,.
Il entre dans les armes en tant que garde de la Marine le 20 novembre 1715. Il devient aide d'artillerie le 13 février 1725 puis sous-lieutenant de cette même arme le 1er octobre 1731 et lieutenant d'artillerie le 1er juillet 1735.
Il devient lieutenant de vaisseau le 1er mai 1741 et est récompensé pour ses faits d'armes par l'accession au rang de chevalier de l'ordre royal et militaire de Saint-Louis le 1er janvier 1742. Il est ensuite nommé capitaine de vaisseau le 1er janvier 1746, commissaire général d'artillerie en 1754 et enfin, chef d'escadre le 1er janvier 1757.
Durant la bataille des Cardinaux — 20 novembre 1759 —, il est commandant du Formidable. Il est tué au combat, la tête emporté par un boulet. Son frère Marc-Antoine, commandant en second du Formidable, est également tué ce même jour, le corps coupé en deux. C'est l'un des rares officiers généraux de la marine d'Ancien Régime morts au combat.